# Шок (фильм, 1946)
«Шок» (англ. Shock) — фильм нуар американского режиссёра Альфреда Веркера, вышедший на экраны в 1946 году.
В центре внимания картины находится личность признанного психиатра (Винсент Прайс), который в припадке ярости «убивает свою жену, а затем лечит в своей клинике от шока пациентку, которая является единственной свидетельницей его преступления. И чтобы избавиться от свидетельницы, врач сначала пытается свести её с ума, а затем с помощью передозировки инсулина — заставить её замолчать навсегда».
Сюжет данного фильма, подобно фильмам нуар «Окно» (1948), «Окно во двор» (1954) и «Свидетель убийства» (1954), строится вокруг героя или героини, случайно увидевших в окно преступление. Фильм относится к субжанру «психиатрический нуар», в котором важное значение играет психиатрическое состояние персонажей и/или воздействие на них психиатров. К этому субжанру относятся также картины «Завороженный» (1945), «Одержимая» (1947), «Высокая стена» (1947), «Тёмное прошлое» (1948), «Водоворот» (1949) и «Свидетель убийства» (1954).
После выхода на экраны фильм получил скандальную известность по причине демонстрации метода инсулиношоковой терапии как средства убийства пациента.

## Сюжет
Молодая девушка Джанет Стюарт (Анабель Шоу) приезжает в гостиницу «Белмонт армс» в Сан-Франциско, где должна встретить своего мужа, лейтенанта Пола Стюарта, который в течение двух последних лет находился в военном плену. Ожидая его в номере, Джанет незаметно засыпает, и во сне видит кошмарный сон, в котором не может найти Пола в коридорах огромного странного здания. Очнувшись среди ночи, она встаёт и подходит к балконному окну, сквозь которое видит ссору супружеской пары в номере напротив. После того, как женщина обвиняет мужа в супружеской измене, он требует развод, она в свою очередь обещает его опозорить. В припадке ярости мужчина бьёт женщину подсвечником по голове, после чего она падает.
Утром в гостиницу приезжает Пол Стюарт (Франк Латимор), самолёт которого задержался на 12 часов. Зайдя в номер, он видит, что Джанет находится в состоянии полной прострации, не узнаёт его и не может говорить. Пол немедленно вызывает гостиничного врача, который устанавливает, что у Джанет, вероятно, сильный шок, и рекомендует пригласить для её дальнейшего обследования известного психиатра, доктора Кросса, который остановился в той же гостинице. Вскоре приходит доктор Кросс (Винсент Прайс), им оказывается тот самый мужчина, которого Джанет видела убивающим свою жену. Зайдя в номер, он понимает, что Джанет могла что-то видеть или слышать. Чтобы изолировать Джанет, доктор Кросс убеждает Пола дать согласие поместить её в свою частную загородную лечебницу.
В лечебнице Джанет попадает в руки старшей медсестры Элейн Джордан (Линн Бари), которая, как выясняется, является любовницей Кросса. После непродолжительного осмотра в палате, Кросс и Джанет понимают, что хотя Джанет по-прежнему находится в полубессознательном состоянии, тем не менее, она видела и помнит всё, что происходило в ночь убийства. Кросс переживает по поводу того, что сразу не сообщил об убийстве жены в полицию, однако Джанет убеждает его, что ради их общего счастья он поступил правильно, и далее они должны идти вместе до конца. Чтобы скрыть следы преступления, Кросс вывозит тело жены в горное местечко Кармель в графстве Монтерей, где у него расположен загородный дом.
Вскоре Кросс понимает, что в ближайшее время шок у Джанет пройдёт, на что Элейн замечает, что это произойдёт только в том случае, если Кросс это допустит. Они начинают пичкать пациентку сильно действующими седативными средствами, в результате чего Джанет не может прийти в себя и узнать Пола во время его визита. Решив перепроверить поставленный Кроссом диагноз, Пол обращается за консультацией к авторитетному доктору Франклину Харви (Чарльз Траубридж), учителю Кросса, которого ему порекомендовали армейские врачи.
Тем временем, Кросс проводит с Джанет сеанс гипноза, рассчитывая внушить ей, что она ничего не видела той роковой ночью. Прибывший доктор Харви после обследования Джанет высказывает предположение, что её шоковое состояние вряд ли могло быть вызвано исключительно задержкой приезда мужа, но имеет и какие-то иные причины.
Вскоре Кросс отправляется в Кармель, чтобы избавиться от тела жены. В его отсутствие начинается сильная гроза, которая доводит до панического состояния одного из пациентов, мистера Эдвардса, которому удаётся выбраться из своей палаты и проникнуть в палату Джанет. В безумном состоянии он приближается Джанет, а когда зашедшая Элейн пытается остановить Эдвардса, он набрасывается на неё и начинает душить, однако подоспевший доктор Стивенс успокаивает Эдвардса и препровождает его обратно в палату. Эта сцена пробуждает Джанет от глубокого сна, и она, спутав Эдвардса с Кроссом, утверждает, на этот раз при докторе Стивенсе, что видела, как Эдвардс совершил убийство.
Озабоченному Полу после очередного свидания с Джанет кажется, что её состояние ухудшается. Он спрашивает доктора Стивенса, не стоит ли перевести Джанет в армейский госпиталь, однако врач, хотя и сомневается в методах лечения Кросса, тем не менее утверждает, что лучше оставить её в клинике. Одна из медсестёр показывает доктору Стивенсу газету, в которой сообщается о том, что найдено тело жены Кросса, которая погибла, сорвавшись со скалы в Кармеле. В этот момент в клинику возвращается Кросс. Джанет рассказывает ему о случившемся, говоря, что после обвинения Джанет в адрес Эдвардса все будут относиться к ней как к безумной, и её словам больше никто не будет придавать внимания.
Во время очередного визита Пола, Джанет приходит в себя и узнаёт его. В этот момент заходит доктор Кросс, и Джанет прямо утверждает, что убийцей, которого она видела, является именно доктор Кросс. Чтобы развеять подозрения Пола, Кросс утверждает, что Джанет просто бредит, и в подтверждение своих слов представляет ему сумасшедшую пациентку мисс Пенни, которая утверждает, что весь персонал больницы пытается убить её. Кросс убеждает Пола, что надо применить более серьёзные методы лечения, чтобы предотвратить ухудшение состояния Джанет.
Джанет выбегает из палаты, утверждая, что её хотят убить и требуя вызвать полицию, однако доктор Стивенс, принимая её состояние за припадок безумия, отводит её обратно. Чтобы утихомирить Джанет, Кросс решает показать ей, что её утверждения лишены каких-либо оснований и являются бредом. Он показывает ей газетную статью, в которой говорится, что миссис Кросс погибла неделю назад в Кармеле, и потому он никак не мог убить её три недели назад, когда Джанет поступила в его клинику. Кросс пытается убедить Джанет, что она сходит с ума, но женщина отказывается это признать.
В клинику приезжает окружной прокурор Монтерея О’Нил (Рид Хэдли), информируя Кросса о том, что собирается эксгумировать тело его жены, так как появилось подозрение, что она могла стать жертвой нападения грабителя, которого задержали после того, как он совершил нападение на соседку миссис Кросс, нанеся ей опасный удар дубинкой по голове.
После визита прокурора сомнения Кросса в отношении правильности своих действий усиливаются, он начинает испытывать моральные мучения, однако Элейн убеждает его, что надо довести дело до конца. Кросс решает провести курс инсулиношоковой терапии из четырёх инсулиновых инъекций, которые не вызовут подозрений у специалистов, но которые при незаметной передозировке приведут к летальному исходу.
Во время очередного визита О’Нил сообщает Кроссу, что при обследовании эксгумированного тела миссис Кросс в ране были обнаружены частички серебра и воска, в результате чего он пришёл к заключению, что женщина была убита серебряным подсвечником. После этой информации Кросс понимает, что ему надо действовать очень быстро. Добившись согласия Пола, Кросс начинает вводить Джанет лекарство, постепенно увеличивая дозу.
Три дня спустя, обеспокоенный тем, что в моменты прояснения сознания Джанет продолжает настаивать на том, что видела, как Кросс убил свою жену, Пол приходит к доктору Харви. Доктор с удивлением отмечает, что Джанет сказала эти слова в тот момент лечения, когда по медицинским понятиям она была совершенно нормальной. Соответственно Пол окончательно делает для себя вывод, что Джанет действительно совершенно здорова. Кроме того Пол выяснил, что в момент, когда Джанет видела убийство, Кросс действительно жил в той же гостинице, что и Джанет. Наконец, он показывает Харви газету, где сказано, что миссис Кросс не погибла в горах, а была убита подсвечником, после чего доктор стремительно направляется в клинику Кросса. К этому моменту Кросс уже ввёл Джанет смертельную дозировку лекарства, но в последний момент из сострадания решает спасти девушку. Когда Элейн пытается ему помешать, Кросс душит её. В этот момент в палату заходит Харви, он немедленно даёт Джанет адреналин, после чего она сразу приходит в сознание и узнаёт Пола.
Удалившись в свой кабинет, Кросс заканчивает диктовать медицинский отчёт о случае Джанет, после чего О’Нил уводит его с собой.

## В ролях
- Винсент Прайс — доктор Ричард Кросс
- Линн Бари — Элейн Джордан
- Франк Латимор — лейтенант Пол Стюарт
- Анабель Шоу — Джанет Стюарт
- Стивен Данн — доктор Стивенс
- Рид Хэдли — прокурор О’Нил
- Чарльз Траубридж — доктор Франклин Харви
- Рут Клиффорд — миссис Маргарет Кросс (в титрах не указана)

## Реакция на фильм в медицинском сообществе
После выхода фильма в свет в марте 1946 года, он вызвал значительные споры из-за демонстрации метода инсулиношоковой терапии как средства убийства пациента. В письме президенту Американской ассоциации кинокомпаний Эрику Джонстону президент Американской психиатрической ассоциации (АПА) утверждал, что исполнительный комитет AПA придерживается точки зрения, что «Шок» является «неподходящей и сомнительной картиной для демонстрации широкой публике, и что она принесёт значительный вред». Аналогичные протесты были получены от Нью-йоркского общества клинической психиатрии и Нью-йоркской академии медицины. Венский врач, доктор Манфред Сакель, который разработал эту методику лечения, после просмотра фильма назвал его «глупо сделанным и ужасающе разрушительным для психиатрии».

## Оценка фильма критикой

### Общая оценка фильма
После выхода фильма на экраны он получил противоречивые отзывы критики. Так, кинокритик Босли Кроутер в «Нью-Йорк таймс» написал, что «дело не в том, что картина работает на дешевых эффектах в художественном плане: это обычное дело, на которое можно не обращать внимание. Дело в том, что при изложении этой фальшивой и вредной истории, фильм тяготеет к возбуждению опасений в отношении применяемых методов лечения нервных расстройств», что, по мнению автора, «должно вызвать у ответственного зрителя протест вполне определённого толка». С другой стороны, Филип К. Шеуер в «Лос-Анджелес таймс» назвал «Шок» «фильмом, номинально относящимся к категории В, который сценарист Юджин Линг и режиссёр Альфред Веркер наполнили саспенсом категории А».
В наше время критики оценивают картину сдержанно, но благосклонно. Крейг Батлер называет её «триллером среднего уровня, который хотя и далёк от величия, тем не менее достаточно увлекателен», заканчивая свою оценку словами: «этот неприхотливый, пугающий маленький фильм доставляет даже больше удовольствия, чем следовало бы». Деннис Шварц характеризует фильм как «захватывающую низкобюджетную чёрно-белую криминальную драму, которая имеет великолепную исходную посылку, но не может удержать её,… и таким образом опускается до интересной истории, которая не может пройти весь путь до полного успеха».

### Характеристика фильма
Развивая свою мысль о вредоносности картины, Кроутер пишет: «Лечение нервных расстройств сегодня практикуется на тысячах пациентов, в той или иной степени страдавших от шока во время войны. Фильм, который провоцирует страх по отношению к лечению, что этот фильм явно намеревается сделать, это жестокая и мучительная вещь по отношению к этим пациентам и их обеспокоенным родственникам».
Со временем острота дискуссии о правомерности показа инсулиношоковой терапии в таком ракурсе угасла, и современные критики стали обращать больше внимания на жанровые особенности фильма. Так, Крейг Батлер называет фильм «частично саспенсом, частично психологическим триллером и частично фильмом нуар, полностью не соответствующим критериям ни одного из этих жанров». Кроме того, пишет Батлер, «там есть несколько моментов — таких как сцена кошмара в начале — которые отлично срабатывают, а по мере приближения фильма к кульминации напряжение становится очень сильным». Шварц считает, что «эта зловещая история объединяет в себе жанры хоррор и нуар, но учитывая силу образа медсестры-роковой женщины в исполнении Бари я бы отнёс фильм к жанру нуар».

### Характеристика работы творческой группы
Батлер отмечает, что фильму не хватает «логики и достоверности», проистекающих из «откровенных манипуляций с сюжетом, в которые пускается сценарист Юджин Линг». Однако, продолжает Батлер, «режиссёр Альфред Л. Веркер, кажется, получает такое наслаждение от этой маленькой игры в кошки-мышки, что многие зрители даже не обратят внимания на недостатки сценария».
Негативно настроенный по отношению к фильму Кроутер называет сценарий этой «вредной» картины «непроработанным и вызывающим», особо отметив, что «отвергает угрюмую игру Винсента Прайса в главной роли и чисто механическую холодность Линн Бари в качестве его соучастницы». Батлер же пишет, что «в „Шоке“ есть чудесный Винсент Прайс с восхитительной, лишённой аффектации игрой. Это начало карьеры Прайса, и он ещё не обратился к откровенному (пусть и приятному) жеванию сцен, которые принесли ему некоторые из последующих ролей… его работа здесь аккуратна и тщательно продуманна, даже когда он доходит до самого края». Шварц отмечает, что «как обычно, Винсент Прайс отлично подходит на роль изящного злодея», хотя фильм «был сделан до того, как Прайс достиг звёздного статуса в фильмах ужасов».